# Üçpınar, Çüngüş
Üçpınar là một xã thuộc huyện Çüngüş, tỉnh Diyarbakır, Thổ Nhĩ Kỳ. Dân số thời điểm năm 2008 là 58 người.